# Порфирия
Порфири́я, или порфириновая болезнь (греч. πορφύρος — «багряный; пурпурный»), — почти всегда наследственное нарушение пигментного обмена с повышенным содержанием порфиринов в крови и тканях при усиленном их выделении с мочой и калом. Проявляется фотодерматозом, гемолитическими кризами, желудочно-кишечными и нервно-психическими расстройствами.

## Классификация
Классифицируют порфириновую болезнь в соответствии с основными местами синтеза гемоглобина, в которых проявляются «ошибки» метаболизма. Первичное нарушение может возникать в печени (печеночная порфирия (porphyria hepatica)) или в костном мозге (эритропоэтическая порфирия (porphyria erythropoietica)); иногда оба варианта могут сочетаться у одного больного.
1. Печеночные порфирии:
- порфирия, обусловленная дефицитом дегидратазы аминолевулиновой кислоты;
- острая перемежающаяся порфирия;
- наследственная копропорфирия;
- вариегатная (от англ. variegated — разноцветный, пёстрый, пятнистый) порфирия;
- поздняя кожная порфирия.

2. Эритропоэтические порфирии:
- врожденная эритропоэтическая порфирия (болезнь Гюнтера);
- эритропоэтическая протопорфирия.

По клиническому течению заболевания порфирии часто делят на два вида: острые формы порфирии и формы, протекающие преимущественно с поражением кожных покровов.
Небелковая часть гемоглобина — гем — не синтезируется, а накапливаются промежуточные продукты его синтеза — порфириногены. Они на свету превращаются в порфирины, которые при взаимодействии с кислородом воздуха образуют активные радикалы, повреждающие клетки кожи. Кожа начинает приобретать коричневый оттенок, становится всё тоньше и от воздействия солнечного света лопается, поэтому у пациентов со временем кожа покрывается шрамами и язвами. Язвы и воспаления повреждают хрящи — нос и уши, деформируя их. В сочетании с покрытыми язвами веками и скрюченными пальцами это невероятно обезображивает человека. Больным противопоказан солнечный свет, который приносит им невыносимые страдания.
Помочь поражённому заболеванием Гюнтера может пересадка костного мозга.

## Эпидемиология
Порфирии более распространены на севере Европы, где заболеваемость ими составляет 7-12 случаев на 100 000 человек населения. Бессимптомное носительство соответствующих генетических дефектов встречается у 1 из 1000 человек.

## Этиология и патогенез
Порфирии наследуются по аутосомно-доминантному типу, кроме врожденной эритропоэтической порфирии (болезнь Гюнтера), наследуемой аутосомно-рецессивно.
К провоцирующим факторам, способным перевести латентно протекающую порфирию в острую форму, относят голодание, бактериальные или вирусные инфекции (например, гепатиты), употребление алкоголя, приём некоторых лекарственных средств (НПВП, барбитуратов, некоторых антибиотиков, сульфаниламидов и др.), изменение у женщин гормонального профиля (менархе, беременность), инсоляцию. Острая порфирия чаще развивается у женщин в период полового созревания; атаки связаны с началом менструации.
Патогенез клинических проявлений при острых печеночных порфириях обусловлен вовлечением вегетативной нервной системы. Поражение кожных покровов при порфириях связано с повышением чувствительности к солнечному излучению вследствие накопления в коже порфиринов. Воздействие солнечного света приводит к образованию метаболитов, повреждающих клетки базальной мембраны и способствующих высвобождению медиаторов тучных клеток, которые усиливают фототоксичность.

## Клиническое течение
Наиболее частые симптомы печеночных порфирий — боли в животе (у 90 % пациентов), сопровождающиеся рвотой и запорами (в 50-80 % случаев). Последние связаны с нарушением моторики кишечника и спазмом сосудов.
Тахикардия, обусловленная увеличением содержания в крови катехоламинов, возникает у 30-80 % пациентов в момент острой атаки. Повышение АД наблюдается в 40-80 % острых приступов.
Боли в спине (у 60 % больных), прогрессирующая слабость (у 40-90 % больных), нарушения кожной чувствительности — проявления полинейропатии. Симметричные парезы конечностей связаны с дегенерацией нейронов вследствие вторичной демиелинизации.
Энцефалопатия, эпилептиформные припадки, гемиплегия, интеллектуальные нарушения, галлюцинации, психозы (в 40-55 % случаев) — признаки поражения ЦНС.
При порфириях, протекающих с поражением кожных покровов, пациенты жалуются на повышенную травматизацию кожи с вторичными воспалительными изменениями. Гиперпигментация и склеродермоподобные изменения локализуются на лице и руках. Под воздействием солнечных лучей на коже могут появляться эрозии, пузыри, глубокие трещины.
Во время приступов характерно появление специфического окрашивания мочи (от розоватого до красно-бурого). Окрашивание усиливается под действием солнечного света.

## Диагностика и дифференциальная диагностика[3]
Острую порфирию следует подозревать у любого больного с острой болью в животе, нарушениями психики, периферической нейропатией и типичными изменениями мочи. Для подтверждения диагноза необходимо провести специальное обследование, включающее исследование мочи на содержание порфобилиногена (при порфирии его количество повышается), определение активности порфобилиногендезаминазы и мутаций в гене порфобилиногендезаминазы (в гене PBGD). Острую печеночную копропорфирию следует дифференцировать от фототоксичной почечной псевдопорфирии у пациентов с токсикогенным, лекарственно либо алюминиево (с неочищенной от алюминия диализирующей жидкостью) обусловленными формами при хронической почечной недостаточности, на гемодиализе. Дифдиагностический тест: после введения специфического антидота (унитиол, десферал, дефероксамин, ацетилцистеин) симптомы исчезают сами по себе вместе с отменой провоцирующего медикамента. Печеночная порфирия протекает более хронически. Также фототоксичные кожные порфирии дифференцируют с дискоидной СКВ, волчаночным синдромом и другими фотоаллергическими реакциями на лекарственные препараты: с синдромом Лайелла, с синдромом Стивенса — Джонсона, — с фотосенсибилизирующей Candida и другими паразитарными инфекциями, сопровождающимися фотосенсибилизацией, световой Varicella zoster, с сепсисом, буллёзным врождённым эпидермолизом.
Острую перемежающуюся порфирию также дифференцируют с токсическим полиневритом при свинцовом отравлении, с постгриппозным инфекционно-аллергическим синдромом Гийена — Барре, а также с дифтерийной полинейропатией. Фототоксичные эритропропорфирии следует дифференцировать с лучевой болезнью (лучевая полинейропатия), с атаксией телеангиэктазией, с фотоканцерогенными заболеваниями, миелобластным лейкозом, нейрофиброматозом, опухолями печени, с вирусными и токсическими гепатитами, обусловленными, например фенотиазинами, тетрациклинами, сульфаниламидами, тиазидами. Следует также помнить, что хронические гепатиты могут плавно перейти в цирроз и в кожную порфирию (важность эпиданамнеза и своевременного предупреждения врача о фотосенсибилизирующих реакциях).
Для исключения кожных порфирий определяют содержание порфиринов в эритроцитах, моче и кале, оценивают спектр поглощения порфиринов при помощи флюоресцентной спектроскопии.

## Лечение

#### Лечение печёночных форм порфирии
Исключают воздействие провоцирующего фактора, у женщин — прерывают менструальный цикл назначением гормональных препаратов. При печеночных порфириях назначаются гепатопротекторы холестирамин, коллесиптол, кверцетин; гематин; хингиминовые препараты (делагил). Фогем, фосфаден. 

#### Лечение эритропоэтических порфирий
Для прерывания абсорбции порфиринов в кишечнике назначают активированный уголь по 60 г 3 раза в день, а для подавления собственного эритропоэза проводят переливания избыточных количеств эритроцитарной массы. Избыток железа выводят при помощи комплексообразующих препаратов (дефероксамина). Подавления собственного эритропоэза достигают также приёмом гидроксимочевины по 1 г/сут под контролем анализа периферической крови. Можно предположить, что на детоксикационную функцию печени положительное влияние может оказывать энтеросгель, связывая и выводя из организма токсические продукты (субстрат-предшественник 5-АЛК и порфобилиноген).

## О наследственности венценосных особ
В 1998 г. английское издательство «Bantam Press» опубликовало книгу «Пурпурная тайна: Гены, безумие и королевские дома Европы» (J.C.G. Röhl, M.J. Warren and D. Hunt. Purple Secret: Genes, «Madness» and the Royal Houses of Europe)  Дж. Рёля (историка), М. Уоррена (биохимика) и Д. Ханта, исследовавших роль порфирии в генеалогическом лабиринте королевских династий. Острой перемежающейся порфирией страдал король Англии Георг III, однако позже, когда обнаружились указания на повышенную чувствительность кожи короля к солнечному свету, диагноз уточнился на вариегатную порфирию.
Из книги Марка Фалкирка о вампирах: «…"порфирия", симптомами которой являются упадок сил, побледнение кожи и светобоязнь. Затем кожа истончается и начинает гнить, покрываться язвами и рубцами, слизистая десен и внутренней части губ лопается, начинает кровоточить и обнажает корни зубов. Многие века больных этой болезнью принимали за вампиров и оборотней, пытали и казнили».